# Larrivière-Saint-Savin
Larrivière-Saint-Savin è un comune francese di 601 abitanti situato nel dipartimento delle Landes nella regione della Nuova Aquitania.
Il comune si è chiamato Larrivière, fino al 7 luglio 2006.

## Società

### Evoluzione demografica
Abitanti censiti